# Route nationale 763
Pour les articles homonymes, voir Route 763.
La route nationale 763 ou RN 763 était une route nationale française reliant Ancenis à Belleville-sur-Vie. À la suite de la réforme de 1972, elle a été déclassée en RD 763.

## Ancien tracé d'Ancenis à Belleville-sur-Vie (D 763)
- Ancenis
- Liré
- Saint-Laurent-des-Autels
- La Boissière-du-Doré
- Vallet
- Mouzillon
- Clisson
- Cugand
- Montaigu
- Boufféré
- L'Herbergement
- Saligny
- Belleville-sur-Vie

Entre Montaigu et Belleville-sur-Vie, la RD 763 est en 2×2 voies. Cette dernière, bien que déclassée, a été prolongée jusqu'à La Roche-sur-Yon en reprenant le tracé de l'ancienne route nationale 137bis toujours en 2x2 voies.

## Voie express
- Échangeur entre D763 et A83  Carrefour giratoire entre D763, A83, D84A, D1763 et C5 :
  - D1763 : Nantes par RD, Clisson, Vieillevigne, Rocheservière, Parc Vendée - Sud Loire 2
  - C5 : La Croix Verte, La Vilnière, Les Retards, Le Giron d'Or, Parc Vendée - Sud Loire 1, Parking Borne Recharge Électrique
  - D84A : Boufféré, Montaigu, La Sénardière
  -  A83 : Nantes, Angers, Niort, La Rochelle,  Bordeaux
  - D763 : La Roche-sur-Yon, Les Sables-d'Olonne, Niort par RD, La Rochelle par RD, L'Herbergement, Saint-Georges-de-Montaigu, PA Le Point du Jour
- sur 31 km.
- D1137 : Niort par RD, La Rochelle par RD, Saint-Georges-de-Montaigu, Chantonnay, PA Le Point du Jour
- D763B : L'Herbergement, Les Brouzils, Saint-André-Treize-Voies, Saint-Sulpice-le-Verdon, ZI Le Chaillou, Le Chaillou
- D7 (sens Montaigu - La Roche-sur-Yon) : Saint-Sulpice-le-Verdon
- D763B : L'Herbergement, Saint-André-Treize-Voies, Vieillevigne, Les Brouzils, ZI La Vigne Rouge
- Aire de repos de la Chabotterie (sens  Montaigu-La Roche-sur-Yon) (Définitivement fermée)
- D18 : Saint-Sulpice-le-Verdon, La Copechagnière, La Chabotterie
- D13 : Saint-Denis-la-Chevasse, La Fumoire
- Aire de repos des Frênes (sens  La Roche-sur-Yon-Montaigu)
- D39 : Saint-Denis-la-Chevasse, Les Lucs-sur-Boulogne, Saint-Denis-les-Lucs
- D78 : Saligny, Beaufou
- Aire de service Esso (sens La Roche-sur-Yon-Montaigu)
- D937 : Belleville-sur-Vie, Nantes par RD, Rocheservière, Les Lucs-sur-Boulogne, Saligny, Aizenay, ZA la Verdure, ZA le Récrédy, ZA la Petite Filée
- D6 (sens Belleville - La Roche-sur-Yon) : Saint-Denis-la-Chevasse
- C227 : Belleville-sur-Vie
- D937 (sens Montaigu - La Roche-sur-Yon et depuis La Roche-sur-Yon) : Belleville-sur-Vie, ZI le Petit Bourbon
- C0 : La Poirière, Rouchère
- D2A : Le Poiré-sur-Vie, Dompierre-sur-Yon, Actipôle 85
- D100 : Mouilleron-le-Captif, La Ribotière, Le Beignon-Basset, ZA Le Séjour
- D100 : Mouilleron-le-Captif, Acti-Beaupuy 1, 2, 3, 4, Vendéespace
- Avant giratoire.
- C17 : Les Flâneries, Centre Commercial, Zone d'Activités de Beaupuy, Zone Hôtelière, Usine Michelin
- Avant giratoire.
- Fin de voie express.
- Carrefour giratoire entre D763 et Voie locale :
  - D763 :  Nantes, Belleville-sur-Vie, Montaigu, Vendéspace
  - Les Flaneries, Centre Commercial
  - Dompierre-sur-Yon, Les Pyramides, Barrage du Moulin Papon, Multiplexe Cinéma
  - D763 : La Roche-sur-Yon
- Portion en zone urbaine et portion courte, sur 800 m.
- Entrée dans agglomération de La Roche-sur-Yon.
- Carrefour giratoire entre D763 et D160 : 
  - D763 :  Nantes, Belleville-sur-Vie, Dompierre-sur-Yon, Montaigu, Vendéspace, Zone Activité Nord, Les Flaneries
  - Parking Borne recharge Électrique
  - Lycée des Établières
  - D160 :  A87 (Angers),  Cholet,  Niort, La Rochelle, Les Herbiers, Centres Hospitaliers, Acti Est, Parc des Expositions Les Oudairies
  - D160 : Les Sables-d'Olonne, Noirmoutier, Saint-Nazaire, Saint-Gilles-Croix-de-Vie, Saint-Hilaire-de-Riez, La Tranche-sur-Mer
  - D763 : La Roche-sur-Yon-Centre, Acti Nord Bazinières, Complexe Sportif J. Ladoumegue

## Lieux visitables situés à proximité de la route
- Château de la Chabotterie